# Asbury Park
Asbury Park – miasto w Stanach Zjednoczonych, w stanie New Jersey, w hrabstwie Monmouth, nad Oceanem Atlantyckim.